# Liste der Botschafter der Vereinigten Staaten in der Türkei

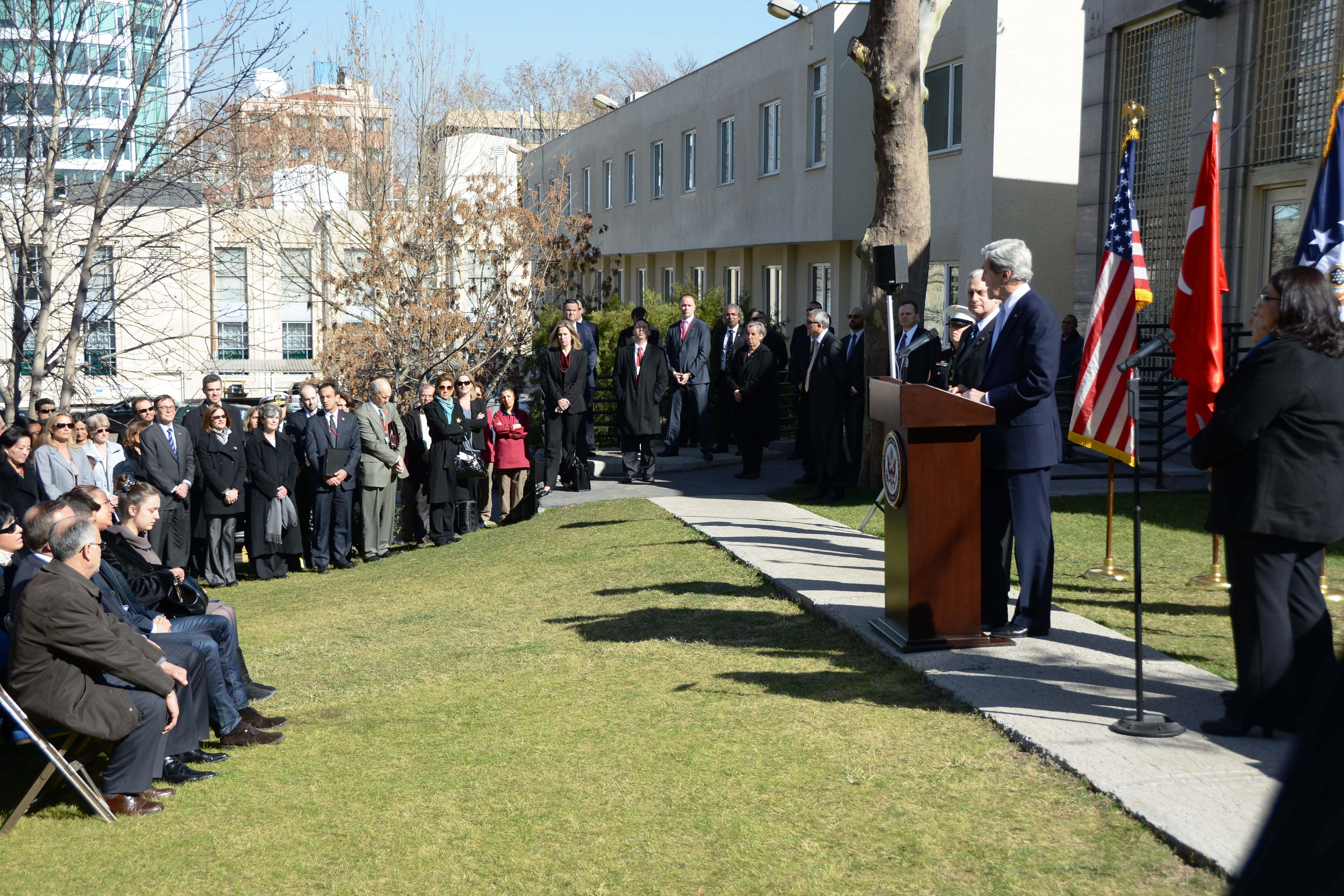
John Kerry, spricht zu Selbstmordanschlag auf die US-Botschaft in Ankara 2013 110 Atatürk Boulevard, Kavaklıdere in Ankara.

Botschafter der Vereinigten Staaten an der Hohen Pforte und in Ankara.
| Ernannt       | Akkreditierung | Botschafter der Vereinigten Staaten | Bemerkungen                                                                              | ernannt von            | akkreditiert während der Regierung von | Posten verlassen |
| ------------- | -------------- | --- | ---------------------------------------------------------------------------------------- | ---------------------- | -------------------------------------- | ---------------- |
|               | 1830           | George W. Erving | Geschäftsträger (* 1769; † 1850)                                                         | Andrew Jackson         | Mahmud II.                             | 13. Sep. 1831    |
| 15. Apr. 1831 | 13. Sep. 1831  | David Porter | Geschäftsträger                                                                          | Andrew Jackson         | Mahmud II.                             |                  |
| 3. März 1839  | 23. Mai 1840   | David Porter | Minister Resident                                                                        | Martin Van Buren       | Abdülmecid I.                          | 3. März 1843     |
| 6. Okt. 1843  | 29. Feb. 1844  | Dabney S. Carr | (* 5. März 1802; † 24. März 1854)                                                        | William Henry Harrison | Abdülmecid I.                          | 20. Okt. 1849    |
| 11. März 1850 | 11. März 1850  | George Perkins Marsh |                                                                                          | Millard Fillmore       | Abdülmecid I.                          | 19. Dez. 1853    |
| 23. Aug. 1853 | 9. Feb. 1854   | Carroll Spence | (* 1818; † 1896)                                                                         | Franklin Pierce        | Abdülmecid I.                          | 12. Dez. 1857    |
| 14. Jan. 1858 | 27. Mai 1858   | James Williams | [ 3 ]                                                                                    | James Buchanan         | Abdülmecid I.                          | 25. Mai 1861     |
| 8. Juni 1861  | 22. Okt. 1861  | Edward Joy Morris |                                                                                          | Abraham Lincoln        | Abdülaziz                              | 25. Okt. 1870    |
|               | 22. Jan. 1869  | Joseph J. Stewart | Minister Resident, Ernennung wurde vom Senat nicht bestätigt                             | Ulysses S. Grant       | Abdülaziz                              |                  |
| 4. Juni 1870  | 25. Okt. 1870  | Wayne MacVeagh |                                                                                          | Ulysses S. Grant       | Abdülaziz                              | 10. Juni 1871    |
| 3. Nov. 1871  | 25. März 1872  | George Henry Boker |                                                                                          | Ulysses S. Grant       | Abdülaziz                              | 1. Mai 1875      |
| 9. März 1875  | 12. Juni 1875  | Horace Maynard |                                                                                          | Ulysses S. Grant       | Abdülaziz                              |                  |
| 14. Juni 1880 | 14. Dez. 1880  | James Longstreet |                                                                                          | Rutherford B. Hayes    | Murad V.                               | 29. Apr. 1881    |
| 19. Mai 1881  | 9. Juni 1881   | Lew Wallace | Minister Resident                                                                        | James A. Garfield      | Murad V.                               |                  |
| 13. Juli 1882 | 9. Apr. 1882   | Lew Wallace | außerordentlicher Gesandter und Ministre plénipotentiaire                                | Chester A. Arthur      | Murad V.                               | 15. Mai 1885     |
| 25. März 1885 | 25. Aug. 1885  | Samuel S. Cox |                                                                                          | Grover Cleveland       | Murad V.                               | 14. Sep. 1886    |
| 24. März 1887 | 1. Juli 1887   | Oscar Straus |                                                                                          | Grover Cleveland       | Murad V.                               | 16. Juni 1889    |
| 16. März 1889 | 28. Dez. 1889  | Solomon Hirsch |                                                                                          | Benjamin Harrison      | Murad V.                               | 16. Juni 1892    |
| 15. Nov. 1892 | 11. Jan. 1893  | David P. Thompson |                                                                                          | Grover Cleveland       | Murad V.                               | 1. Mai 1893      |
| 15. Apr. 1893 | 7. Juli 1893   | Alexander Watkins Terrell |                                                                                          | Grover Cleveland       | Murad V.                               | 15. Juni 1897    |
| 15. Apr. 1897 | 9. März 1897   | James Burrill Angell | (* 7. Januar 1829; † 1. April 1916)                                                      | William McKinley       | Murad V.                               | 13. Aug. 1898    |
| 3. Juni 1898  | 15. Okt. 1898  | Oscar Straus |                                                                                          | William McKinley       | Murad V.                               | 20. Dez. 1899    |
| 20. Juni 1900 | 29. März 1901  | John George Alexander Leishman | (* 1857; † 1924)                                                                         | Theodore Roosevelt     | Murad V.                               |                  |
| 18. Juni 1906 | 5. Okt. 1906   | John George Alexander Leishman | Botschafter                                                                              | Theodore Roosevelt     | Murad V.                               |                  |
|               | 4. Okt. 1909   | Oscar Straus |                                                                                          | William Howard Taft    | Mehmed V.                              | 3. Sep. 1910     |
| 24. Apr. 1911 | 28. Aug. 1911  | William Woodville Rockhill |                                                                                          | William Howard Taft    | Mehmed V.                              | 20. Nov. 1913    |
| 4. Sep. 1913  | 11. Dez. 1913  | Henry Morgenthau senior |                                                                                          | Woodrow Wilson         | Mehmed V.                              | 1. Feb. 1916     |
| 21. Juli 1916 | 2. Okt. 1916   | Abram Isaac Elkus |                                                                                          | Woodrow Wilson         | Mehmed V.                              |                  |
|               | 20. Apr. 1917  | Die ottomanische Regierung brach die Beziehungen ab, nachdem die US-Regierung am 4. April 1917 dem Deutschen Reich den Krieg erklärt hatte. |                                                                                          | Woodrow Wilson         | Mehmed V.                              |                  |
| 19. Mai 1927  | 12. Okt. 1927  | Joseph Grew |                                                                                          | Calvin Coolidge        | Ali Fethi Bey                          | 13. März 1932    |
| 17. März 1932 | 20. Mai 1932   | Charles H. Sherrill | (* 13. April 1867 in Washington, D.C.; † 25. Juni 1936 in Paris)                         | Herbert Hoover         | Ali Fethi Bey                          | 23. März 1933    |
| 13. Juni 1933 | 16. Okt. 1933  | Robert P. Skinner | (* 24. Februar 1866 in Massillon (Ohio); † 1960) 1914–1924: Generalkonsul in London      | Franklin D. Roosevelt  | Ali Fethi Bey                          | 16. Jan. 1936    |
| 24. Jan. 1936 | 16. März 1936  | John Van Antwerp MacMurray |                                                                                          | Franklin D. Roosevelt  | Fethi Okyar                            | 28. Nov. 1941    |
| 12. Jan. 1942 | 10. März 1942  | Laurence Steinhardt |                                                                                          | Franklin D. Roosevelt  | Ahmet Fikri Tüzer                      | 2. Apr. 1945     |
| 27. Jan. 1945 | 11. Juni 1945  | Edwin C. Wilson | (* 7. Februar 1893 in Palatka (Florida); † 1972)                                         | Harry S. Truman        | Ahmet Fikri Tüzer                      | 20. Aug. 1948    |
| 11. Aug. 1948 | 1. Okt. 1948   | George Wadsworth | (* 3. April 1893; † 5. März 1958)                                                        | Harry S. Truman        | Hasan Saka                             | 2. Jan. 1952     |
| 8. Dez. 1951  | 15. Jan. 1952  | George C. McGhee |                                                                                          | Harry S. Truman        | Adnan Menderes                         | 19. Juni 1953    |
| 28. Juli 1953 | 17. Sep. 1953  | Avra M. Warren | (* 1893; † 1957)                                                                         | Dwight D. Eisenhower   | Adnan Menderes                         | 17. Feb. 1956    |
| 7. März 1956  | 13. Juni 1956  | Fletcher Warren | (* 1896; † 1992)                                                                         | Dwight D. Eisenhower   | Adnan Menderes                         | 15. Nov. 1960    |
| 24. Feb. 1961 | 4. Mai 1961    | Raymond A. Hare | (* 3. April 1901 in Martinsburg, West Virginia; † 1994)                                  | John F. Kennedy        | Emin Fahrettin Özdilek                 | 27. Aug. 1965    |
| 22. Juli 1965 | 11. Okt. 1965  | Parker T. Hart | (* 28. September 1910 in Medford, Massachusetts; † 15. Oktober 1997 in Washington, D.C.) | Lyndon B. Johnson      | Suat Hayri Ürgüplü                     | 3. Okt. 1968     |
| 28. Okt. 1968 | 3. Dez. 1968   | Robert Komer |                                                                                          | Lyndon B. Johnson      | Suat Hayri Ürgüplü                     | 7. Mai 1969      |
| 1. Mai 1969   | 1. Juli 1969   | William J. Handley | (* 17. Dezember 1918 in Paramaribo, Netherlands Guiana Suriname)                         | Richard Nixon          | Suat Hayri Ürgüplü                     | 19. Apr. 1973    |
| 16. Mai 1973  | 16. Mai 1973   | William B. Macomber | (* 28. März 1921 in Rochester (New York); † 19. November 2003 in Nantucket)              | Richard Nixon          | Naim Talu                              | 15. Juni 1977    |
| 26. Mai 1977  | 12. Juli 1977  | Ronald I. Spiers | (* 9. Juli 1925 in Orange (New Jersey))                                                  | Jimmy Carter           | Süleyman Demirel                       | 11. Jan. 1980    |
| 19. Feb. 1980 | 26. Feb. 1980  | James W. Spain | (* 22. Juli 1926; † 2. Januar 2008)                                                      | Jimmy Carter           | Bülend Ulusu                           | 16. Aug. 1981    |
| 27. Juli 1981 | 7. Sep. 1981   | Robert Strausz-Hupé | (* 25. März 1903 in Wien; † 24. Februar 2002 in Newtown Township, Pennsylvania)          | Ronald Reagan          | Bülend Ulusu                           | 18. Mai 1989     |
| 23. Juni 1989 | 1. Aug. 1989   | Morton I. Abramowitz |                                                                                          | George H. W. Bush      | Yıldırım Akbulut                       | 25. Juli 1991    |
| 9. Okt. 1991  | 8. Nov. 1991   | Richard Clark Barkley |                                                                                          | George H. W. Bush      | Mesut Yılmaz                           | 15. Dez. 1994    |
| 29. Sep. 1994 | 3. Jan. 1995   | Marc Grossman |                                                                                          | Bill Clinton           | Tansu Çiller                           | 1. Juni 1997     |
| 4. Nov. 1997  | 12. Nov. 1997  | Mark Robert Parris | (* 1950)                                                                                 | Bill Clinton           | Mesut Yılmaz                           | 8. Sep. 2000     |
| 14. Juni 2000 | 21. Sep. 2000  | W. Robert Pearson | (* 1943)                                                                                 | Bill Clinton           | Bülent Ecevit                          | 23. Juli 2003    |
| 16. Aug. 2003 | 29. Aug. 2003  | Eric S. Edelman | (* 1951 in Baltimore)                                                                    | George W. Bush         | Recep Tayyip Erdoğan                   | 19. Juni 2005    |
| 22. Nov. 2005 | 8. Dez. 2005   | Ross Wilson | (* 1955 in Minneapolis)                                                                  | George W. Bush         | Recep Tayyip Erdoğan                   | 9. Aug. 2008     |
| 25. Nov. 2008 | 3. Dez. 2008   | James Franklin Jeffrey |                                                                                          | George W. Bush         | Recep Tayyip Erdoğan                   | 31. Juli 2010    |
| 1. Jan. 2011  | 28. Jan. 2011  | Francis Ricciardone |                                                                                          | Barack Obama           | Recep Tayyip Erdoğan                   | 8. Juli 2014     |
| 18. Sep. 2014 | 20. Okt. 2014  | John R. Bass |                                                                                          | Barack Obama           | Ahmet Davutoğlu                        | 15. Dez. 2017    |
| 3. Juli 2019  | 28. Aug. 2019  | David M. Satterfield |                                                                                          | Donald Trump           | Recep Tayyip Erdoğan                   | 7. Jan. 2022     |
| 26. Jan. 2022 |                | Jeff Flake |                                                                                          | Joe Biden              | Recep Tayyip Erdoğan                   |                  |